# Apátújfalu
Apátújfalu (szlovákul: Opatovská Nová Ves) község Szlovákiában, a Besztercebányai kerületben, a Nagykürtösi járásban. 1902-ben egyesítették Apáti és Újfalu községeket.

## Fekvése
Nagykürtöstől 20 km-re délnyugatra, a Rás-hegy alatt fekszik.

## Története

### Apáti
Apátit 1132-ben említik először, amikor birtokosa a Hont nembeli Lampert comes a bozóki apátságnak adja. 1277-ben is az apátság birtokaként említik a települést. 1302-ben "Apaty", 1358-ban "Apathy", 1386-ban "Apaty intra metas Alsonyenye" alakban szerepel az írott forrásokban. Lakói mezőgazdasággal, szőlőtermesztéssel foglalkoztak.
Vályi András szerint "APÁTI. Opatulze. Elegyes tót, és magyar falu Hont Vármegyében, birtokosa Vajda, és más Uraságok, lakosai katolikusok, és evangelikusok, fekszik Házas Nenyéhez, mellynek filiája közel, Bozóktol mintegy két mértföldnyire. Határbéli földgye jó, fája tűzre elég, épűletre való kevés, legelője bővséges, és szőlő hegye is középszerű borokat terem, első Osztálybéli."
Fényes Elek szerint "Apáthi, Apatovcze, magyar falu, Hont vgyében, Balassa-Gyarmathoz 1/2 mfd. 168 kath. lak. Földe, rétje jó: szőleje kitünő bort terem; erdeje csekély. Birják Blaskovics Pál, Buócz Lajos, és több birtokosok."

### Újfalu
Újfalu első említése 1123-ban történik "Vyfalu" alakban, a Hont nemzetség tulajdonában állt. 1330-ban "Ujfalu", 1348-ban "Wyfalu a . n . Poty", 1376-ban "Wyfolu" néven említik. 1132-től a bozóki apátság birtoka, ezután több nemesi családé volt. 1347-ben vámszedőhely. Később a Szécsényiek és a Balassák birtoka. 1715-ben 11 adózó háztartása volt. A 18. században a Blaskovics, Vajda, Tihanyi és Dacsó családok tulajdonában találjuk a falut. Ekkor 12 jobbágy és 17 zsellércsalád élt itt. 1828-ban 21 házában 122 lakos élt.
Vályi András szerint "ÚJFALU. Magyar falu Hont Várm. földes Urai Blaskovits Familia, és Csesznák Urak, lakosai katolikusok, fekszik Házasnényének szomszédságában, mellynek filiája, Balassa Gyarmattól északra 3/4 órányira, n. k. Zohorával, dél. Illési pusztával, n. ny. Leszenyével határos; lakosai majd mind marha kereskedők, jó boraikat pedig a’ Bánya Városokban szokták eladni, gabonájokat a’ B. Gyarmati piatzon."
Fényes Elek szerint "Ujfalu, Honth m. magyar falu, B. Gyarmathoz 1/4 mfld., 265 kath., 9 evang. lak. Bortermesztés. F. u. többen."
Apátit és Újfalut 1902-ben egyesítették. A trianoni békeszerződésig Apátújfalu területe Hont vármegye Ipolynyéki járásához tartozott. Lakói mezőgazdaságból, szőlőtermesztésből éltek. 1938 és 1945 között újra Magyarország részévé vált.

## Népessége
| Év:            | 1994. | 2004.   | 2014.   | 2024.    |
| -------------- | ----- | ------- | ------- | -------- |
| Emberek száma: | 646   | 634     | 697     | 626      |
| Eltérés:       |       | -1,85 % | +9,93 % | -10,18 % |

| Év:            | 2023. | 2024.   |
| -------------- | ----- | ------- |
| Emberek száma: | 629   | 626     |
| Eltérés:       |       | -0,47 % |

1880-ban Apáti 127 lakosából 109 magyar és 15 szlovák anyanyelvű volt. Újfalun 241 magyar és 8 szlovák anyanyelvű élt.

1910-ben 557 lakosából 496 magyar és 18 szlovák anyanyelvű volt.
1921-ben 571 lakosából 494 magyar és 40 csehszlovák volt.
1930-ban 644 lakosából 559 magyar és 80 csehszlovák volt.
1941-ben 723 lakosából 717 magyar és 5 szlovák volt.
1970-ben 743 lakosából 586 magyar és 139 szlovák volt.
1980-ban 725 lakosából 444 magyar és 266 szlovák volt.
1991-ben 659 lakosából 498 magyar és 157 szlovák volt.
2001-ben 635 lakosából 445 magyar és 184 szlovák.
2011-ben 719 lakosából 394 magyar és 252 szlovák.
2021-ben 637 lakosából 317 szlovák, 292 magyar (45,8%), 1 bolgár, 27 ismeretlen nemzetiségű.

## Nevezetességei
- Jézus Szíve tiszteletére szentelt római katolikus temploma 1924-ben épült.
- Az egykori Gyürki-kúria romos állapotban áll.
- A falu gazdag népművészetét a falumúzeumban állították ki.
- Szent István szobra a községháza előtt található.